# Ministero della pianificazione federale, degli investimenti pubblici e dei servizi
Il Ministero della pianificazione federale, degli investimenti pubblici e dei servizi (in spagnolo Ministerio de Planificación Federal, Inversión Pública y Servicios, MINPLAN) era un dicastero del governo argentino con diverse responsabilità. È stato attivo dal 2003 al 2015. Il suo unico ministro per tutta la durata della sua esistenza è stato Julio de Vido.

## Storia
Fu creato con il decreto esecutivo 1283/2003 dell'Esecutivo nazionale, pubblicato nella Gazzetta ufficiale il 27 maggio 2003. Questo decreto modificò la Legge dei Ministeri, ridistribuendo i poteri del Ministero dell'economia e delle infrastrutture. Di conseguenza, il nome del Ministero della produzione fu sostituito da "Ministero della pianificazione federale, degli investimenti pubblici e dei servizi". Contemporaneamente, l'architetto Julio de Vido fu nominato a capo del nuovo portafoglio.
L'11 dicembre 2015 è diventato operativo il Ministero dell'energia e delle miniere, che ha rimosso le segreterie dell'Energia e delle Miniere dal MINPLAN. Contemporaneamente, la gestione dei lavori pubblici e dell'edilizia abitativa è stata trasferita al nuovo Ministero dell'interno, dei lavori pubblici e dell'edilizia abitativa.